# Hirson (tổng)
Tổng Hirson là một tổng ở tỉnh Aisne trong vùng Hauts-de-France.

## Địa lý
Tổng này được tổ chức xung quanh Hirson thuộc quận Vervins. Độ cao thay đổi từ 132 m (Origny-en-Thiérache) à 295 m (Watigny) với độ cao trung bình 194 m.

## Hành chính
| Giai đoạn | Ủy viên             | Đảng | Tư cách           |
| --------- | ------------------- | ---- | ----------------- |
| 2008-2014 | Jean-Jacques Thomas | PS   | Thị trưởng Hirson |
| 2001-2008 | Jean-Jacques Thomas | S    | Thị trưởng Hirson |

## Các đơn vị cấp dưới
Tổng Hirson gồm 13 xã với dân số là 19 897 người (điều tra năm 1999, dân số không tính trùng)
| Xã                  | Dân số | Mã bưu chính | Mã insee |
| ------------------- | ------ | ------------ | -------- |
| Bucilly             | 229    | 02500        | 02130    |
| Buire               | 892    | 02500        | 02134    |
| Effry               | 403    | 02500        | 02275    |
| Éparcy              | 49     | 02500        | 02278    |
| La Hérie            | 164    | 02500        | 02378    |
| Hirson              | 10 337 | 02500        | 02381    |
| Mondrepuis          | 941    | 02500        | 02495    |
| Neuve-Maison        | 617    | 02500        | 02544    |
| Ohis                | 319    | 02500        | 02567    |
| Origny-en-Thiérache | 1 444  | 02550        | 02574    |
| Saint-Michel        | 3 656  | 02830        | 02684    |
| Watigny             | 369    | 02830        | 02831    |
| Wimy                | 477    | 02500        | 02833    |

## Biến động dân số
| 1962                                                     | 1968   | 1975   | 1982   | 1990   | 1999   |
| -------------------------------------------------------- | ------ | ------ | ------ | ------ | ------ |
| 22 512                                                   | 23 065 | 22 311 | 21 521 | 20 149 | 19 897 |
| Nombre retenu à partir de 1962 : dân số không tính trùng |        |        |        |        |        |